# Риман, Александер
Александер Риман (нем. Alexander Riemann; род. 12 апреля 1992 года, Мюльдорф-ам-Инн, Германия) — немецкий футболист, нападающий. Младший брат футбольного вратаря Мануэля Римана.

## Карьера
В 2010 году Риман дебютировал за вторую команду «Штутгарта» в третьей лиге Германии. В сезоне 2012/13 он был отдан в аренду «Зандхаузену».
В 2014 году Риман перешёл в «Веен» из Висбадена.
В 2015 году стал игроком «Ваккера» из австрийского Инсбрука. В начале 2017 года перешёл в другой австрийский клуб — ЛАСК, с которым заработал повышение в австрийскую Бундеслигу в 2017 году.
Следующим клубом Римана в 2018 году стал «Оснабрюк», но из-за повреждения мениска нападающий сыграл лишь три матча за полтора года, и в январе 2020 года игрок и «Оснабрюк» расторгли контракт по обоюдному согласию. Риман тут же подписал контракт с «Ваккер Бургхаузеном», в молодёжном составе которого он когда-то числился, но сыграл лишь один матч.
В 2021 году перешёл в клуб шестой лиги Германии «Ампфинг».

## Карьера в сборной
Риман сыграл один матч за сборную Германии по футболу (до 21 года). До этого также представлял сборную до 17 лет, за которую также сыграл один раз, и сборную до 18 лет, в составе которой сыграл 5 матчей и забил единожды.